# Constitution provisoire syrienne de 1969
Constitution provisoire syrienne du 25 avril 1964 Constitution syrienne du 13 mars 1973
La Constitution provisoire syrienne du 1er mai 1969 remplaça la Constitution provisoire syrienne du 25 avril 1964 et fut remplacée par la Constitution syrienne du 13 mars 1973.